# اللواء 29 مشاة ميكا (اليمن)
اللواء 29 مشاة ميكا هو لواء مشاة ميكانيكية يمني يتمركز في منطقة الجبل الأسود في مديرية حرف سفيان بمحافظة عمران كان يعرف سابقاً باسم لواء العمالقة ويتبع عمليات المنطقة العسكرية السادسة.

## التاريخ
- اللواء 29 مشاة ميكا آخر لواء من قوات العمالقة التي تأسست في سبعينيات القرن العشرين.[1]
- شارك اللواء 29 ميكا في الحرب الأهلية اليمنية عام 1994.[3]
- 2007 قوات اللواء 29 مشاة ميكا تستعيد مديرية رازح بصعدة من مقاتلي الحوثي[3]
- 2008 قوات اللواء 29 تستعيد مديرية حيدان بمحافظة صعدة من مقاتلي الحوثي.[3]
- في 2009 أعلن الرئيس اليمني آنذاك علي عبد الله صالح مشاركة قوات اللواء 29 ميكا في المعارك ضد الحوثيين في محافظة صعدة.[4][5]
- أغسطس 2015 مقاتلو الحوثي يفرضون حصاراً على معسكر اللواء 29 مشاة ميكا في منطقة الجبل الأسود بمديرية حرف سفيان بعد رفض اللواء المشاركة إلى جانب قوات علي عبد الله صالح والحوثي في القتال ضد قوات الحكومة اليمنية المعترف بها دولياً.[6][7][5]
- مايو 2016 جماعة الحوثي تسيطر على مقر قيادة اللواء 29 مشاة ميكا في منطقة الجبل الأسود بمديرية حرف سفيان.[8]
- مايو 2016 وفد الحكومة اليمنية يعلق مشاركته في مفاوضات الكويت احتجاجاً على سيطرة مقاتلي جماعة الحوثي على معسكر اللواء 29 مشاة ميكا.[5]
- في أغسطس 2016 أعلن انضمام أفراد من اللواء 29 مشاة ميكا إلى قوات الحكومة اليمنية المعترف بها دولياً في محافظة مأرب.[9][10]
- 2017 مقتل قائد اللواء 29 مشاة ميكا العميد حميد التوتيتي في معارك مع مقاتلي الحوثي في مديرية نهم بمحافظة صنعاء.[11][12][13]

## القادة
| م | القائد                           | بداية         | نهاية         | المدة   |
| - | -------------------------------- | ------------- | ------------- | ------- |
| 1 | اللواء علي الجائفي               | 18 أغسطس 1981 | 12 أبريل 2012 | 30 عاماً |
| 2 | العميد حفظ الله أحمد يحيى السدمي | 2012          |               |         |
| 3 | العميد حميد التويتي              |               | 2017          |         |
| 4 | يحي تامة                         | 2020          |               |         |